# Alaghy Menyhért
Bekényi Alaghy Menyhért (?, 1587 – Pácin, 1631. június 15.) országbíró 1625. november 29-től haláláig.

## Életpályája
Alaghy Gáspár és Szeredy Veronika fia; két fiú- és egyes források szerint még egy leánytestvére is volt. Felesége Erdődy Anna (-1634) volt, akit 1614. június 1-jén Vitencz várában vett feleségül. Gyermekükről nem tudunk.
Alaghy Menyhért köznemesi családból származott, 1613. május 12-én  emelte a király bárói rangra. 1620-ban Bethlen Gábor a besztercebányai országgyűlésen a felső-magyarországi katolikusok vallásvédelmezőjének nevezte ki, annak ellenére, hogy nem tartozott a hívei közé. 1622. júniustól Zemplén vármegye főispánja, 1625-ben a magyar-lengyel határ megállapításánál határbiztos. 1629-től főgenerálisként Felső-Magyarország katonai kormányzója is volt. 1630-ban csapatokat küldött a hajdúk felkelésének leverésére. 1618 és 1625 között főajtónállómester volt, 1625. november 29-től 1631. június 15-én bekövetkezett haláláig országbíró volt.